# Gilia malior
Gilia malior là một loài thực vật có hoa trong họ Polemoniaceae. Loài này được Day & V.E.Grant mô tả khoa học đầu tiên năm 1964.